# Dan Krunnfusz
Dan Krunnfusz (* 1955) ist ein US-amerikanischer Chorleiter und Komponist.
Der Sohn des Musikpädagogen Gordon Krunnfusz studierte Musikerziehung an der University of Wisconsin–Madison (Master und Bachelor). Er wirkte dann als Musiklehrer und leitete Chöre in Wisconsin, Minnesota, Alaska, Florida und Mississippi. Vierzehn Jahre lang leitete er den Madison Boychoir, mit dem er u. a. die Welturaufführungen von Les Thimmigs Holy Cow (1997), Stephen Paulus’ Brown Penny (1998) und Taras Nahirniaks Hodie realisierte. Der Chor arbeitete u. a. mit dem Madison Symphony Orchestra, dem Wisconsin Chamber Orchestra, dem Madison Children's Choir und dem Wisconsin Youth Symphony Orchestra zusammen und trat im Wisconsin Public Radio  auf.
Weiterhin ist Krunnfusz Mitbegründer und Leiter des Baraboo Area Children's Choir. Er dirigierte bei Festivals verschiedene All-State-Chöre und 2000 den ADCA Southern Division Jr. High Honor's Choir. Außerdem ist er auch als Komponist und Arrangeur aktiv. U.a. komponierte er für den Britten Choir die Mass in Times of Struggle a cappella. Sein Duett Bound fot the Promised Land erschien als Arrangement für unterschiedliche Instrumente im Druck.